# Lolita Ananasova
Lolita Ananasova (en ukrainien : Лоліта Ананасова ; née le 9 juillet 1992 à Kharkiv) est une nageuse synchronisée ukrainienne.

## Carrière
Aux Championnats du monde de natation 2009, Lolita Ananasova prend la 6e place à la fois lors de l'épreuve de solo libre, et lors du combiné libre au sein de l'équipe d'Ukraine.
En 2010, elle remporte l'argent dans chacune des quatre épreuves de natation synchronisée des Championnats d'Europe juniors.
Un mois plus tard, aux Championnats d'Europe de Budapest, elle remporte trois médailles bronze : en solo, en équipe, et au combiné.
Enfin, aux Championnats du monde juniors, Lolita Ananasova remporte trois médailles d'argent, en solo, duo et combiné.
Aux Championnats du monde de natation 2011 à Shanghai, Ananasova prend la 6e place du solo libre et du libre par équipes, ainsi que la 5e place au combiné libre.

### Palmarès
| Date | Compétition                   | Lieu         | Résultat | Épreuve          |
| ---- | ----------------------------- | ------------ | -------- | ---------------- |
| 2009 | Championnats du monde         | Rome         | 6e       | Solo libre       |
| 2009 | Championnats du monde         | Rome         | 6e       | Combiné libre    |
| 2010 | Championnats d'Europe juniors | Tampere      | 2e       | Solo             |
| 2010 | Championnats d'Europe juniors | Tampere      | 2e       | Duo              |
| 2010 | Championnats d'Europe juniors | Tampere      | 2e       | Équipe           |
| 2010 | Championnats d'Europe juniors | Tampere      | 2e       | Combiné          |
| 2010 | Championnats d'Europe         | Budapest     | 3e       | Solo             |
| 2010 | Championnats d'Europe         | Budapest     | 3e       | Équipe           |
| 2010 | Championnats d'Europe         | Budapest     | 3e       | Combiné          |
| 2010 | Championnats du monde juniors | Indianapolis | 2e       | Solo             |
| 2010 | Championnats du monde juniors | Indianapolis | 2e       | Duo              |
| 2010 | Championnats du monde juniors | Indianapolis | 4e       | Équipe           |
| 2010 | Championnats du monde juniors | Indianapolis | 2e       | Combiné          |
| 2011 | Championnats du monde         | Shanghai     | 6e       | Solo libre       |
| 2011 | Championnats du monde         | Shanghai     | 6e       | Équipe libre     |
| 2011 | Championnats du monde         | Shanghai     | 5e       | Combiné libre    |
| 2012 | Championnats d'Europe         | Eindhoven    | 3e       | Solo             |
| 2012 | Championnats d'Europe         | Eindhoven    | 2e       | Équipe           |
| 2012 | Championnats d'Europe         | Eindhoven    | 2e       | Combiné          |
| 2013 | Championnats du monde         | Barcelone    | 3e       | Équipe technique |
| 2013 | Championnats du monde         | Barcelone    | 3e       | Équipe libre     |
| 2013 | Championnats du monde         | Barcelone    | 3e       | Combiné libre    |
| 2014 | Championnats d'Europe         | Berlin       | 1e       | Combiné          |
| 2014 | Championnats d'Europe         | Berlin       | 2e       | Duo              |
| 2014 | Championnats d'Europe         | Berlin       | 2e       | Équipe           |
| 2015 | Championnats du monde         | Kazan        | 3e       | Duo libre        |